# Szerbia a 2014. évi téli olimpiai játékokon
Szerbia az oroszországi Szocsiban megrendezett 2014. évi téli olimpiai játékok egyik részt vevő nemzete volt. Az országot az olimpián 5 sportágban 8 sportoló képviselte, akik érmet nem szereztek.

## Alpesisí
Férfi
| Versenyző       | Versenyszám            | 1. futam      | 1. futam      | 2. futam | 2. futam | Összesítés | Összesítés |
| Versenyző       | Versenyszám            | Idő           | Hely.         | Idő      | Hely.    | Idő        | Helyezés   |
| --------------- | ---------------------- | ------------- | ------------- | -------- | -------- | ---------- | ---------- |
| Marko Vukićević | Műlesiklás             | nem ért célba | nem ért célba | kiesett  | kiesett  | kiesett    | kiesett    |
| Marko Vukićević | Óriás-műlesiklás       | nem ért célba | nem ért célba | kiesett  | kiesett  | kiesett    | kiesett    |
| Marko Vukićević | Szuperóriás-műlesiklás |               |               |          |          | 1:23,88    | 48.        |

Női
| Versenyző         | Versenyszám      | 1. futam      | 1. futam      | 2. futam | 2. futam | Összesítés | Összesítés |
| Versenyző         | Versenyszám      | Idő           | Hely.         | Idő      | Hely.    | Idő        | Helyezés   |
| ----------------- | ---------------- | ------------- | ------------- | -------- | -------- | ---------- | ---------- |
| Nevena Ignjatović | Műlesiklás       | nem ért célba | nem ért célba | kiesett  | kiesett  | kiesett    | kiesett    |
| Nevena Ignjatović | Óriás-műlesiklás | 1:22,14       | 29.           | 1:20,32  | 26.      | 2:42,46    | 28.        |

## Biatlon
Férfi
| Versenyző        | Versenyszám  | Időeredmény | Lövőhiba    | Helyezés |
| ---------------- | ------------ | ----------- | ----------- | -------- |
| Milanko Petrović | 10 km sprint | 27:08,2     | 3 (1+2)     | 69.      |
| Milanko Petrović | 20 km egyéni | 56:45,4     | 6 (1+2+0+3) | 69.      |

## Bob
Férfi
| Versenyző                         | Versenyszám | 1. futam | 1. futam | 2. futam | 2. futam | 3. futam   | 3. futam   | 4. futam | 4. futam | Összesítés  | Összesítés  |
| Versenyző                         | Versenyszám | Idő      | Hely.    | Idő      | Hely.    | Idő        | Hely.      | Idő      | Hely.    | Idő         | Helyezés    |
| --------------------------------- | ----------- | -------- | -------- | -------- | -------- | ---------- | ---------- | -------- | -------- | ----------- | ----------- |
| Aleksandar Bundalo Vuk Rađenović* | Kettes      | 58,31    | 29.      | 58,56    | 29.      | nem indult | nem indult | kiesett  | kiesett  | helyezetlen | helyezetlen |

* – a bob vezetője

## Sífutás
Férfi
| Versenyző        | Versenyszám | Selejtező | Selejtező | Negyeddöntő | Negyeddöntő | Elődöntő | Elődöntő | Döntő         | Döntő         |
| Versenyző        | Versenyszám | Idő       | Hely.     | Idő         | Hely.       | Idő      | Hely.    | Idő           | Helyezés      |
| ---------------- | ----------- | --------- | --------- | ----------- | ----------- | -------- | -------- | ------------- | ------------- |
| Rejhan Šmrković  | 15 km       |           |           |             |             |          |          | nem ért célba | nem ért célba |
| Rejhan Šmrković  | Sprint      | 4:02,28   | 76.       | kiesett     | kiesett     | kiesett  | kiesett  | kiesett       | 76.           |
| Milanko Petrović | 15 km       |           |           |             |             |          |          | 46:42,2       | 77.           |
| Milanko Petrović | 50 km       |           |           |             |             |          |          | 1:53:35,1     | 50.           |
| Milanko Petrović | Sprint      | 3:50,20   | 63.       | kiesett     | kiesett     | kiesett  | kiesett  | kiesett       | 63.           |

Női
| Versenyző       | Versenyszám | Eredmény | Helyezés |
| --------------- | ----------- | -------- | -------- |
| Ivana Kovačević | 10 km       | 45:21,3  | 75.      |

## Snowboard
Parallel
| Versenyző  | Versenyszám               | Selejtező | Selejtező | Nyolcaddöntő      | Negyeddöntő       | Elődöntő          | Döntő             | Helyezés |
| Versenyző  | Versenyszám               | Idő       | Hely.     | Ellenfél Eredmény | Ellenfél Eredmény | Ellenfél Eredmény | Ellenfél Eredmény | Helyezés |
| ---------- | ------------------------- | --------- | --------- | ----------------- | ----------------- | ----------------- | ----------------- | -------- |
| Nina Micić | Női parallel slalom       | 1:08,07   | 31.       | kiesett           | kiesett           | kiesett           | kiesett           | 31.      |
| Nina Micić | Női parallel giant slalom | 2:04,94   | 27.       | kiesett           | kiesett           | kiesett           | kiesett           | 27.      |